# 胫突蚁微蛛
胫突蚁微蛛（学名：Solenysa protrudens）为皿蛛科蚁微蛛属的动物。在中国大陆，分布于江苏等地。